# Walter Palmer
Walter Scott Palmer (* 23. Oktober 1968 in Ithaca, New York) ist ein ehemaliger US-amerikanischer Basketballspieler, der neben 48 Spielen in der US-amerikanischen Profiliga NBA für mehrere Vereine in der deutschen Basketball-Bundesliga (BBL) gespielt hat. Nach seinem Karriereende als aktiver Spieler engagierte sich Palmer in der Interessenvertretung für professionelle Basketballspieler auf zunächst deutscher und europäischer Ebene. Nach drei Jahren als Leiter des Berufssportler-Bereichs der UNI Global Union wechselte Palmer 2014 als Director of international relations and marketing zur NBPA, die er aber bereits nach einem halben Jahr wieder verließ.

## Karriere
Nach seiner Schulzeit wechselte Walter Palmer wie seine Vorfahren 1986 zum Studium ans Dartmouth College, während sein zwei Jahre jüngerer Bruder Crawford Palmer zwei Jahre später an die Duke University wechselte. Crawford Palmer, der später nach Heirat mit einer französischen Basketball-Auswahlspielerin selbst französischer Basketballnationalspieler wurde und Silbermedaillengewinner der Olympischen Spiele 2000 war, wechselte jedoch nach dem ersten Titelgewinn der Duke Blue Devils in der NCAA Division I Basketball Championship 1991 ebenfalls ans Dartmouth College. Damals hatte sein Bruder Walter als einer der besten Shotblocker in der Geschichte der Basketballmannschaft der Big Green sein Studium bereits beendet und war im NBA-Draft 1990 in der zweiten Runde an 33. Position von den Utah Jazz ausgewählt worden.
In der Saison 1990/91 kam Walter Palmer jedoch nur in 28 Spielen für die Jazz aus Salt Lake City zum Einsatz, bei denen er nicht mehr als drei Minuten Einsatzzeit im Schnitt bekam. In der folgenden Saison spielte er daher in der deutschen BBL in Ludwigsburg. In der darauffolgenden Saison nahmen ihn die Dallas Mavericks unter Vertrag, für die er aber nur 20 Spiele machte, wenngleich sich seine Einsatzzeit auf gut sechs Minuten pro Spiel in der NBA 1992/93 verdoppelte. Palmer verließ die NBA wieder Richtung Europa und spielte zunächst in der spanischen Liga ACB in Huesca. Zur Saison 1993/94 kehrte er nach Ludwigsburg in die BBL zurück. Hatte Ludwigsburg zwei Jahre zuvor noch als Südgruppenerster mit Palmer das Play-off-Halbfinale um die deutsche Basketballmeisterschaft sowie das Pokalfinale erreichen können, verpasste Palmer mit der Mannschaft in jener Saison die Play-Offs. Anschließend hielt sich Palmer beim französischen Drittligisten aus Fos-sur-Mer in der Provence fit, wo bereits sein Bruder Crawford spielte, bevor Walter im Januar 1995 nach Mailand zum dort ansässigen italienischen Rekordmeister Olimpia wechselte, der in jener Saison unter dem Sponsorennamen Stefanel antrat. Während Stefanel in jener Saison das Finale im europäischen Korać-Cup gegen den deutschen Vertreter Alba Berlin verlor, verpasste man auch mit dem ausschließlich in der nationalen Meisterschaft eingesetzten Palmer den 25. italienischen Meistertitel.
In der folgenden Saison 1995/96 spielte Palmer in Argentinien, bevor er in der Saison 1996/97 wieder in der deutschen BBL in Gießen unter Vertrag stand. Während er mit dem MTV das Pokalfinale erreichte, verpasste er mit dem Team erneut die Play-offs um die deutsche Meisterschaft, was ihm aber in den beiden folgenden Spielzeiten mit seinem neuen Team in Bamberg gelingen sollte. In der Saison 1997/98 schaffte er nach einem guten dritten Platz in der Hauptrunde der mittlerweile eingleisigen BBL mit dem TTL den Sprung ins Play-off-Halbfinale, welches gegen die Überraschungsmannschaft der damaligen Saison ratiopharm Ulm verloren ging. In der darauffolgenden Saison scheiterte man nach einem achten Hauptrundenplatz im Viertelfinale am damaligen Serienmeister Alba Berlin. Nach einem Jahr im französischen Le Mans in der LNB Pro A spielte Palmer in der Saison 2000/01 für die Opel Skyliners aus Frankfurt wieder in der BBL. Die Skyliners erreichten mit dem achten Hauptrundenplatz nur knapp die Play-offs und Palmer schied mit seiner Mannschaft erneut im Viertelfinale gegen Alba Berlin aus. Nach einer Rückenoperation setzte Palmer in der Saison 2001/02 aus, bevor er in der Saison 2002/03 zunächst für zwei Spiele zu seinem deutschen Stammverein nach Ludwigsburg zurückkehrte und die Spielzeit in Braunschweig fortsetzte. Die Braunschweiger Mannschaft verlor nach einem guten dritten Hauptrundenplatz im Play-off-Halbfinale gegen Alba, aus Palmers Sicht zum wiederholten Male. Nach der Saison beendete Palmer seine aktive Karriere, unter anderem weil er seine US-amerikanische Staatsbürgerschaft nicht aufgeben wollte.
Nach seiner aktiven Karriere engagierte sich Palmer als Vorsitzender der Interessenvereinigung SP.IN (Spieler-Initiative Basketball), welche 2005 gegründet wurde und der er zunächst als Generalsekretär vorstand. Nachdem er zwischenzeitlich noch als Spieler und Trainer in Bamberg unterklassig aktiv war, agierte Palmer zwischenzeitlich als Generalsekretär der europäischen Dachorganisationen UBE (Union Basketteurs d’Europe) für Basketballer  und European Elite Athletes Association (kurz: EU Athletes) für sportartübergreifende Sportlerinteressenvertretungen. Ab 2011 wirkte Palmer als Generalsekretär der UNI Sports PRO innerhalb der in Nyon am Genfersee ansässigen UNI Global Union, bevor er 2014 zur NBPA zurück in sein Heimatland wechselte.